# Psychrofil
Psychrofil je extremofilní organismus, který se rychle množí a žije v prostředí s nízkou teplotou. Podle definice Richarda Mority jsou to organismy, které mohou růst za teplot nižších než 0 °C, optimálně rostou při teplotách nižších než 16 °C a obvykle nerostou při teplotě vyšší než 20 °C. Organismy, které mohou růst při nízkých teplotách, ale optimálně rostou při teplotách jako většina ostatních organismů, se nazývají psychrotolerantní.